# Nationalrådet för demokrati och utveckling
Nationalrådet för demokrati och utveckling, Conseil National pour la Démocratie et pour le Dévelopement (CNDD) är ett ”konsultativt råd”, utropat av den guineanske kaptenen Moussa Dadis Camara på tisdagsmorgonen den 23 december 2008, sedan president Lansana Conté avlidit. 
Camara sade, i ett tal i Radio Conacry, att regeringen var upplöst och att alla politiska och fackliga aktiviteter tills vidare var förbjudna. CNDD:s uppgift skulle vara att utrota den utbredda korruptionen i landet och organisera rättvisa val.
Senare kom ett uttalande från CNDD där plundring och alla folksamlingar förbjöds. Människor uppmanades att stanna hemma. 

## Medlemmar
Bland de 33 personer som nämnts som medlemmar av CNDD är huvuddelen militärer (däribland arméchefen och minst en officer i presidentgardet) och enbart en handfull civila ledare.

1. Moussa Dadis Camara
2. Mamadouba Toto Camara
3. Sékouba Konaté
4. Mathurin Bangoura
5. Aboubacar Sidiki Camara
6. Oumar Baldé
7. Mamadi Mara
8. Almamy Camara
9. Mamadou Bhoye Diallo
10. Kolako Béavogui
11. Kandia Mara
12. Sékou Mara
13. Morciré Camara
14. Alpha Yaya Diallo
15. Mamadou Korka Diallo
16. Kéléti Faro
17. Colonel Fodéba Touré
18. Cheick Tidiane Camara
19. Sékou Sako
20. Claude Pivi
21. Saa Alphonse Touré
22. Moussa Kéïta
23. Aédor Bah
24. Bamou Lama
25. Mohamed Lamine Kaba
26. Daman Condé
27. Amadou Doumbouya
28. Moussa Kékoro Camara
29. Issa Camara
30. Abdoulaye Chérif Diaby
31. Dr Diakité Aboubacar Chérif
32. Mamadi Condé
33. Cheick Ahmed Touré

## Fortsatt händelseutveckling
På julafton installerade man Camara som landets president vid en ceremoni i presidentpalatset i Conakry. På juldagen ersatte CNDD olika regionala ledare med militära befälhavare och på annandag jul närvarade CNDD:s andreman vid Lansana Contés begravning, tillsammans med presidenterna från grannstaterna Liberia, Sierra Leone, Guinea-Bissau och Elfenbenskusten.
Lördagen den 27 december lovade Camara att CNDD ska omförhandla samtliga gruvkontrakt och frysa guldutvinningen med omedelbar verkan. Guinea är världens största exportör av bauxit och har även stora tillgångar av guld, diamanter, järn och nickel. Kuppledaren anklagade tidigare regeringsföreträdare för att ha plundrat landet, så att merparten av dess befolkning tvingas leva i fattigdom och misär.
Dagen därpå aviserade CNDD-talesmannen Nouhou Thiam, i ett radiotal, att ett antal säkerhetschefer och generaler hade avskedats, däribland cheferna för armén, flottan och flygvapnet.
CNDD har även inbjudit internationella diplomater till ett möte i deras högkvarter. Med detta vill man försöka blidka den kritik som FN, Afrikanska unionen, EU och USA har riktat mot kuppmakarna. Frankrikes utrikesminister aviserade att han skulle delta, i egenskap av sittande ordförande för EU:s ministerråd.
Tisdagen den 30 december utsåg CNDD bankdirektören Kabine Komara till premiärminister.